# ديف كاميرون
ديف كاميرون (بالإنجليزية: Dave Cameron)‏ (24 أغسطس 1975 في المملكة المتحدة - ) هو لاعب كرة قدم ويلزي في مركز الهجوم. لعب مع برايتون أند هوف ألبيون وريث روفرز ونادي ريل ونادي سانت ميرين ونادي فالكيرك ونادي تشستر سيتي ونادي ستيرلينغشير الشرقية ونادي هاليفاكس تاون ولينكولن سيتي أف سي ونادي تاموورث ونادي وورثينغ ونادي تلفورد يونايتد وDroylsden F.C. ‏ ونادي برادفورد بارك أفنيو.

## وصلات خارجية
- ديف كاميرون على موقع قاعدة بيانات كرة القدم.إي يو (الإنجليزية)
- ديف كاميرون على موقع Soccerbase.com (لاعب) (الإنجليزية)